# 내일은 진실
"내일은 진실"은 1975년 공개된 대한민국의 영화이다.

## 배역
- 윤정희
- 고은아
- 남궁원
- 유영국
- 최선자